# Thomas FitzGerald, VII conde de Kildare

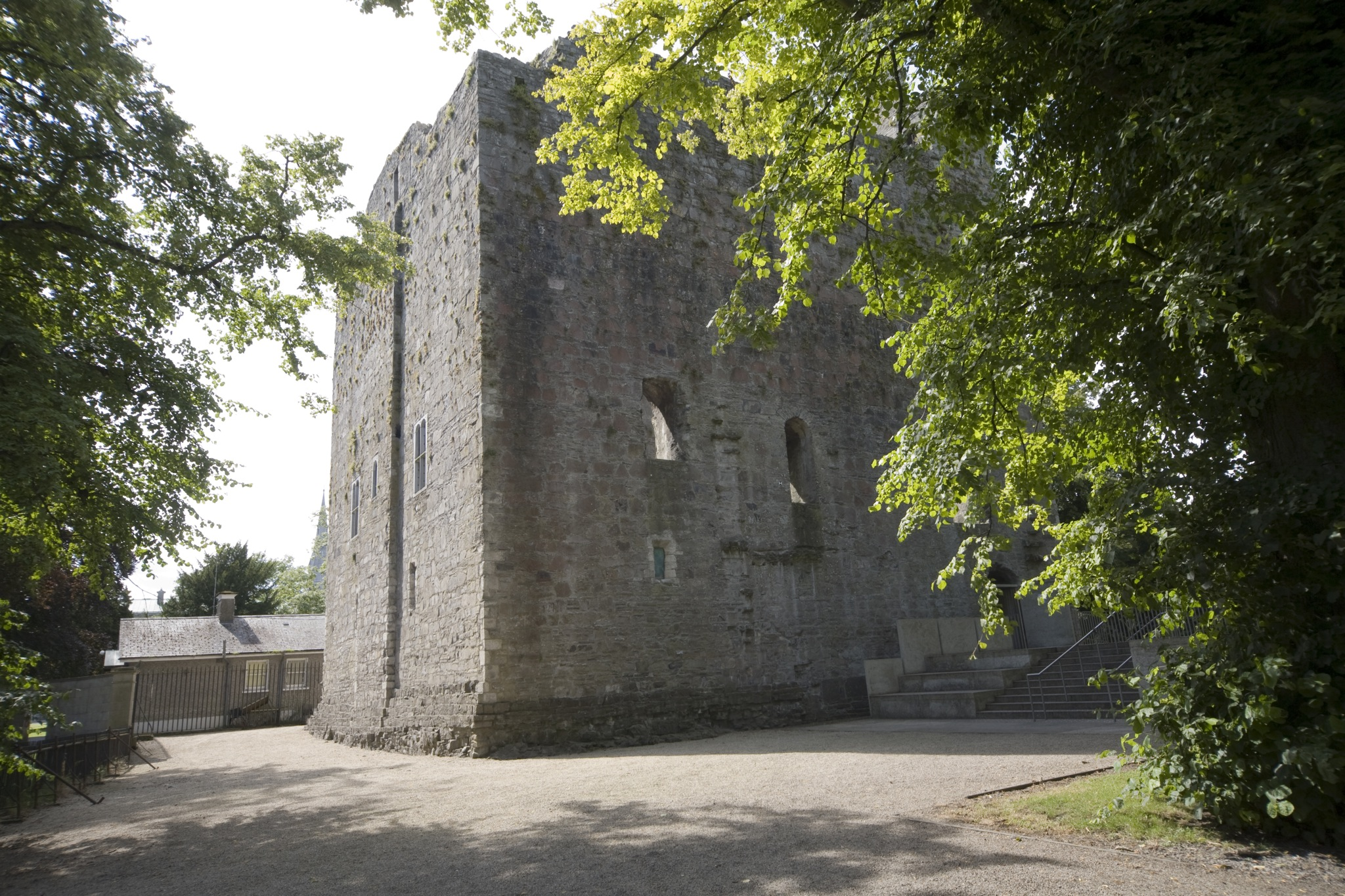
Maynooth Castillo

Thomas FitzJohn Fitzgerald, VII conde de Kildare (c.1421 – 25 de marzo de 1477), fue un noble y estadista irlandés del siglo XV que alcanzó el cargo de Lord Canciller de Señor de Irlanda.

## Contexto

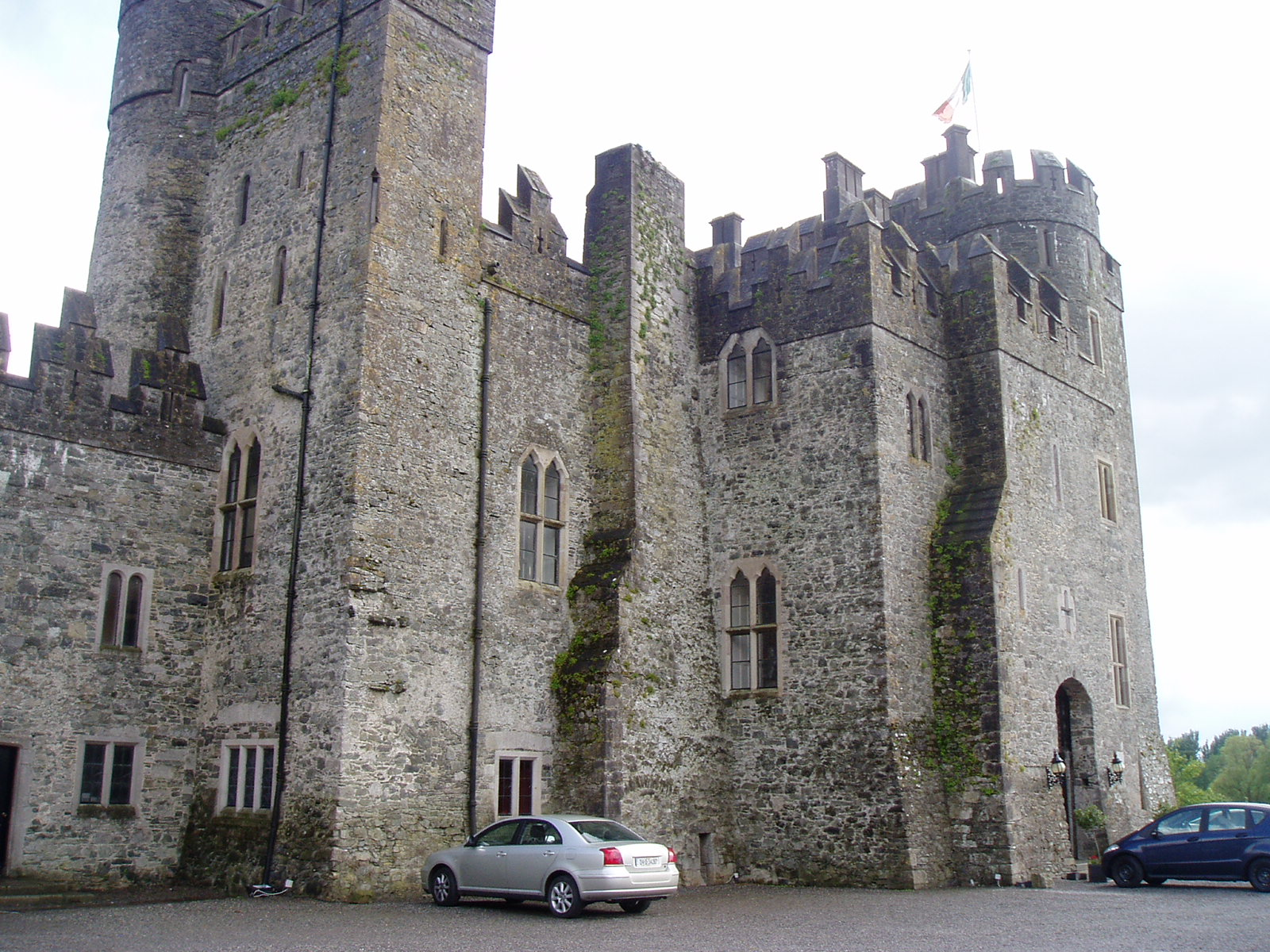
Kilkea Castillo

Kildare era hijo de John Fitzmaurice Fitzgerald, VI conde de Kildare, y Margaret de la Herne. John (apodado "Shaun Cam"  i.e. John el jorobado) había sucedido a su hermano, Gerald FitzGerald, V conde de Kildare. John fortaleció y amplió Maynooth Castle, la residencia principal de los Condes de Kildare. En 1421, el VI conde derrotó a los nativos irlandeses en Kilkea. En 1426 restauró y amplió las defensas de Kilkea Castle, que había sido saqueado por los irlandeses. John Fitzgerald murió el 17 de octubre de 1427, y fue enterrado en el priorato agustino de Todos los Santos, a las afueras de Dublin.

## Carrera
Thomas era todavía un hombre joven cuándo sucedió a su padre, que murió en 1427. Le llevó algunos años nseguir rrotar la reclamación lanzada por James Butler, IV conde de Ormonde como yerno del V conde. Kildare fue Lord Justicia de Irlanda en 1454, y otra vez entre 1461 y 1470. Aproximadamente en 1463 fue nombrado Lord Canciller de Irlanda, un puesto que mantuvo hasta 1468. Por decreto de Eduardo IV de Inglaterra se le permitió, como marca de favor real, conservar el título de Lord Canciller de por vida y continuó recibiendo su paga y ejercitar algunas de sus funciones hasta su muerte en 1478. Fue nombrado Diputado del Lord Teniente de Irlanda, Richard, Duque de York en 1455. Thomas consiguió en hacer realidad elParlamento irlandés: convocó el Parlamento cuatro veces y obtuvo independencia legislativa para el Parlamento que se reunió en Drogheda en 1460. Fue Justiciar de Irlanda hasta 1462.
Tanto Thomas como su primo Thomas FitzGerald, VII conde de Desmond eran los líderes del partido por la autonomía local. En 1468 tanto Desmond como Kildare fueron condenados y sus tierras expropiadas y Desmond fue decapitado en Drogheda el 14 de febrero de 1468 a la edad de 42. Kildare fue más afortunado: huyó a Inglaterra. Eduardo IV descubrió que Irlanda era ingobernable sin el apoyo de Kildare, reemplazando al ahora difunto Desmond, y se revocó la condena a Kildare. Thomas se convirtió de nuevo en Lord Diputado para el duque de Clarence de 1470 hasta la muerte del Duque en 1478. Fitzgerald estaba profundamente preocupado por la defensa del Pale, la parte única de Irlanda realmente bajo dominio inglés. Fue responsable de la fundación de la Hermandad de San Jorge, un gremio militar dedicada a la defensa del Pale, en 1474, y fue su primer capitán.

## Legado
Los Condes de Kildare, especialmente el hijo mayor de Thomas, Gerald, el "Gran Conde", ejercerían un poder supremo sobre Irlanda durante los siguientes 60 años. La actitud de la Corona inglesa se refleja en el dicho que "ya que toda Irlanda no puede controlar al conde de Kildare, entonces Kildare debe controlar toda Irlanda". Gerald fue incluso autorizado a casarse en segundas nupcias con una mujer que le conectaría a la dinastía Tudor. Sólo cuándo Silken Thomas, el X conde de Kildare, se rebeló contra Enrique VIII fueron apartados del poder. Incluso entonces, recuperaron parte de su influencia bajo Tudores posteriores.
Por su parte, los FitzGerald Desmond se gaelizaron completamente y lucharon contra la Corona inglesa, lo que causó su destrucción final con las Rebeliones de Desmonda comienzos de la década de 1580.

## Familia
Kildare se casó en primer lugar con Dorothy O'More, hija de Owny O'More, Jefe de Leix del que consiguió la anulación para poder casarse con su Lady Joan, pariente suya, hija de James FitzGerald, VI conde de Desmond.
"Otros alegan que Thomas el VII conde de Kildare antes ascender al condado estuvo casado en primer lugar con Dorothy, hija de Owny o Anthony O'More, Señor de Leix, con quien tuvo un hijo llamad John pero después de obtener el condado, repudió a Dorothy y la envió a casa con su padre, que se resintió tanto que resolvió tomar severa venganza; y para ese fin, reuniendo una fuerte partida de sus parientes y seguidores, incendió y destruyó las casas de los condes e hicieron presa en sus arrendatarios en el condado de Kildare, por lo que, aunque era una disputa privada, el conde los declaró traidores y como tal los persiguió hasta que fueron derrotados y sus propiedades confiscadas. Sin embargo, dijeron que John se reservó su derecho como hijo mayor, y fue el antepasado de muchas familias de su nombre."
Sus niños incluyeron:
Del primer matrimonio con Dorothy O More
- John conocido también como Shane Fitzgerald de Osberstown que casó con Margaret Flatesbury de Osberstown con quien tuvo 3 hijos:[9][11]

Y del segundo  matrimonio con Lady Joan Fitzgerald
- Gerald FitzGerald, VIII conde de Kildare, conocido como "el Gran Conde", que sería una figura dominante en la política irlandesa y fue casi todopoderoso hasta su muerte en 1513.
- Sir Thomas FitzGerald de Laccagh, Lord Canciller de Irlanda, murió en 1487 en la Batalla de Stoke
- Sir James Fitzgerald
- Lady Eleanor Fitzgerald d. 14 Nov 1497 – casada Conn More O'Neill, Rey de Ulster madre de Conn Bacach O'Neill.
- Lady Anne Fitzgerald

Kildare murió en marzo de 1478.